# Committee for the Scientific Investigation of Claims of the Paranormal
El CSICOP (Committee for the Scientific Investigation of Claims of the Paranormal, posteriorment batejat com CSI, Committee for Skeptical Inquiry) és una entitat fundada per lluitar contra la pseudociència i té com a objectiu aplicar el mètode científics als fenòmens paranormals en totes les seves manifestacions, per demostrar-ne la seva falsedat. Practiquen l'escepticisme, ja que adiuen que cap dels presumptes fenòmens ha resistit un experiment controlat. Va ser fundat en 1976 per Paul Kurtz i altres escèptics.
A altres països s'han fundat entitats similars, com l'ARP espanyola (Alternativa Racional a las Pseudociencias). L'associació ha estat criticada per considerar que l'únic coneixement vàlid és l'empíricament demostrable. Alguns membres destacats han estat Isaac Asimov, Carl Sagan o Martin Gardner.

## Llista parcial de membres (passats i presents)
El revers de portada de la revista Skeptical Inquirer llista els següents membres.
- George Ogden Abell
- James Alcock
- Marcia Angell
- Isaac Asimov
- Robert A. Baker
- Stephen Barrett
- Susan Blackmore
- Bart Bok
- Jan Harold Brunvand
- Milbourne Christopher
- Francis Crick
- Richard Dawkins
- L. Sprague de Camp
- Daniel Dennett
- Ann Druyan
- Paul Edwards
- Antony Flew
- Kendrick Frazier
- Martin Gardner
- Murray Gell-Mann
- Stephen Jay Gould
- Douglas Hofstadter
- Gerald Holton
- Ray Hyman
- Philip J. Klass
- Paul Kurtz
- Leon Lederman
- Elizabeth Loftus
- John Maddox
- David Marks
- Paul MacCready
- Marvin Minsky
- Richard A. Muller
- H.Narasimhaiah
- Joe Nickell
- Bill Nye
- James Oberg
- Robert L. Park
- Massimo Pigliucci
- Massimo Polidoro
- Willard Van Orman Quine
- James Randi
- Carl Sagan
- Eugenie Scott
- Glenn T. Seaborg
- Thomas Sebeok
- Burrhus Frederic Skinner
- Robert Sheaffer
- Jill Tarter
- Carol Tavris
- Dave Thomas
- Neil deGrasse Tyson
- Marilyn vos Savant
- Steven Weinberg
- E. O. Wilson
- Richard Wiseman
- Susan Haack
- Wendy M. Grossman
- David Gorski
- Thomas Gilovich
- B. F. Skinner
- Simon Singh
- Natália Pasternak Taschner

## Crítiques
Els crítics contra l'organització acusen als seus membres d'arrogància i pseudoescepticisme, opinen que el comitè té una idea fixa sobre la inexistència del paranormal independentment de qualsevol prova que pugui presentar-se en favor. La resposta clàssica de CSICOP a aquestes crítiques ha estat que no existeixen evidències presentades i demostrades científicament de qualsevol tipus de fenomen paranormal. D'acord amb la comunitat científica cada afirmació paranormal que ha estat presentada al llarg de la història ha fracassat davant un examen científic detallat.
L'escepticisme actiu de CSICOP sobre els fenòmens paranormals i teories marginals ha portat a l'organització a trobar una forta oposició per part de molts dels grups als quals aquesta ha criticat. Alguns d'aquests grups afirmen que CSICOP manca de la credibilitat necessària per assumir les seves pròpies funcions.
En 1977 una recerca governamental contra l'Església de la Cienciologia va mostrar evidències de considerables documents preparats per desacreditar CSICOP en els quals es pretenia introduir el rumor que es tractava d'un braç de la CIA. En altres ocasions s'ha acusat a aquesta organització de desprestigiar les creences religioses.
D'altra banda, Carl Sagan, destacat membre de l'organització, en el seu llibre El Món i els seus dimonis celebra que existeixi una organització com CSICOP i fa alguns comentaris constructius per perfeccionar-la, així com al moviment escèptic.